# Gianni Alemanno
Gianni Alemanno (Bari, 3 de març de 1958) és un polític italià d'Alleanza Nazionale, ara dins la coalició Poble de la Llibertat. Va ser alcalde de Roma entre 2008 i 2013.

## Biografia
Va nàixer a Bari el 3 de març de 1958, fill d'un oficial de l'exèrcit. La seua infància va transcórrer en Bari fins als 12 anys, quan la família es va traslladar a Roma. En 1992 es va casar amb Isabella Rauti, filla de Pino Rauti, capdavanter del partit Movimento Idea Sociale.
En 2004 es va llicenciar en enginyeria ambiental.

### Inici de la seua carrera política
Alemanno va entrar molt jove en política, afiliant-se a l'organització d'extrema dreta Fronte della Gioventù, organització juvenil del Moviment Social Italià-Dreta Nacional (MSI-DN). La seua activitat en aquesta organització juvenil li va implicar els seus primers problemes amb la justícia: al novembre de 1981 va ser arrestat, juntament amb altres quatre militants del Fronte della Gioventù, per agredir a un estudiant de 23 anys; a l'any següent va ser condemnat a 8 mesos de presó per llançar un còctel molotov a l'ambaixada de la Unió Soviètica. Finalment va aconseguir ser absolt d'ambdós fets.
En 1988 va ser nomenat Secretari Nacional del Fronte della Gioventù, succeint a Gianfranco Fini, qui ostentava el càrrec des de 1977. Va continuar en aquesta càrrec fins a 1991.

### Alleanza Nazionale
En 1994 Alemanno va ser un dels dirigents que va apostar per integrar al MSI en una organització més àmplia que unificara els menuts partits de dretes, és així com va nàixer Alleanza Nazionale (Aliança Nacional en català). Sota aquestes sigles va ser elegit diputat en 1994 i 1996.
De 2001 a 2006 va exercir de Ministre de Política Agrícola i Forestal, durant el govern de Silvio Berlusconi. Durant el seu mandat va impulsar campanyes per a defensar els productes nacionals i biològics. Massimo D'Alema va declarar que li semblava el millor ministre de Berlusconi. Des de 2005 és president de l'Associació Joan Pau II.

### Ajuntament de Roma
Després del seu primer fracàs contra Walter Veltroni en 2006, en 2008 va tornar a presentar-se a l'ajuntament de Roma, amb el lema Roma canvia, encapçalant una coalició de diversos partits: Poble de la Llibertat, Popolo della vita, Partit Republicà Italià, La voce dei consumatori i el Movimento per l'Autonomia.
La candidatura, centrada en la seguretat i lluita a la degradació ciutadana, va resultar vencedora de les eleccions realitzades el 28 de març de 2008 amb el 53% dels vots. Alemanno va declarar aqueixa mateixa nit que seria l'alcalde de tots els ciutadans.
Després de les eleccions municipals celebrades el juny del 2013, va perdre l'alcaldia davant d'Ignazio Marino, abandonant el càrrec el 12 de juny del 2013.

### Germans d'itàlia
El 2013 va sortir del PdL i va fundar el moviment Abans Itàlia, que l'any següent es va incorporar a Fratelli d'Italia. El 2015 va ser entre els fundadors d'Acció Nacional, que el febrer del 2017 es va fusionar amb La Dreta per donar vida al Moviment Nacional per la Sobirania. Al Congrés Fundacional del moviment, Alemanno va ser elegit com a secretari general.